# Мешков, Юрий Николаевич
Ю́рий Никола́евич Мешко́в (1924 — 2005) — советский дипломат. Чрезвычайный и полномочный посол.

## Биография
На дипломатической работе с 1950 года.
- В 1950—1952 годах — сотрудник Посольства СССР в Чехословакии.
- В 1952—1953 годах — сотрудник центрального аппарата МИД СССР.
- В 1953—1958 годах — сотрудник Посольства СССР в Чехословакии.
- В 1958—1959 годах — сотрудник центрального аппарата МИД СССР.
- В 1959—1961 годах — слушатель ВДШ МИД СССР.
- В 1961—1964 годах — сотрудник Посольства СССР в Эфиопии.
- В 1964—1968 годах — на ответственной работе в центральном аппарате МИД СССР.
- В 1968—1972 годах — советник Посольства СССР в Ливии.
- В 1972—1975 годах — на ответственной работе в центральном аппарате МИД СССР.
- В 1975—1979 годах — советник-посланник Посольства СССР в Гане.
- В 1979—1984 годах — на ответственной работе в центральном аппарате МИД СССР.
- С 10 января 1984 года по 4 октября 1986 года — чрезвычайный и полномочный посол СССР в Сьерра-Леоне[1].